# Jotdog
Jotdog (estilizado como JotDog) es un dúo de pop y rock pop mexicano originario de la Ciudad de México formado en el año 2009. El grupo lo integra María Barracuda (voz y letras) y Jorge Amaro (guitarra, bajo, teclados, batería y coros). En sus inicios, Álex Midi (teclados), miembro de Moenia, participó en la alineación de la banda como un invitado especial hasta su salida en el año 2010.Sus tres álbumes de estudio fueron nominados a los Premios Grammy Latinos uno por mejor álbum pop vocal con Jotdog en 2010 y dos por mejor álbum pop/rock con Turista del amor y Universos paralelos en 2012 y 2015.
El estilo musical de Jotdog surgió a partir de la era electrónica New wave, posteriormente llegaron a introducir influencias de diferentes géneros musicales, tales como la música popular. Sus letras se centran en temas como el amor no correspondido o vivencias personales. El nombre de la banda está inspirado en el arte pop de la década de los años 1960, específicamente del artista Andy Warhol, por lo que decidieron tomar un elemento ordinario tal como un Hot Dog para convertirlo en música.
Su álbum debut Jotdog, fue lanzado en el año 2009, con 11 canciones escritas por los miembros de la banda. Lograron la fama gracias a su primer sencillo «Hasta contar a mil». Otros temas del mismo álbum también alcanzaron reconocimiento comercial como «Resistir» y «Las pequeñas cosas». En el año 2011, lanzaron su segundo álbum de estudio Turista del amor, del cual se extrajeron sencillos como «Corazón de metal», «Sucédeme» y «Lluvia de estrellas».
Su tercer álbum Universos paralelos, salió en el año 2015, el cual contiene diferentes colaboraciones con artistas como Ale Sergi del grupo argentino Miranda!. En el año 2017, dieron a conocer un nuevo sencillo llamado «Compartamos tumbas» de su cuarto álbum todavía sin nombre ni fecha de lanzamiento. En el año 2019, la banda cumplió 10 años de existencia, donde confirmaron un nuevo álbum para conmemorar su aniversario. Han sido acreedores de galardones como los Premios Oye! y los Premios Telehit y ha recibido nominaciones para los Premios MTV Latinoamérica, los Premios Lo Nuestro y los Grammy Latino.

## Historia

### 2005-2010: Inicios yJotdog
Jorge Amaro y María Barracuda se reunieron en 2005 para desarrollar canciones para otros artistas, ya que trabajó en el álbum debut de Barracuda. Su estilo musical estaba en la onda pop. Escribieron canciones como «Lo digo que yo», «El beso» y «I love you», estas canciones decidieron quedárselas para ellos mismos, para luego incluirlo en su álbum de debut. Para dar a conocer estas canciones Amaro y Barracuda abrieron una cuenta en MySpace sin decir sus nombres, —para que las personas las escucharan sin prejuicios—. Después de eso, comenzaron a actuar en bares y sus amigos los invitaban a tocar, Iván de Maná, y Midi de Moenia. Las pistas fueron producidas por Jorge y la letra escrita por él y María. El nombre de la banda, según lo declarado por Barracuda, fue elegido ya que quería referirse a algo que sonaba muy pop y un hot dog es algo que puede parecerse al arte pop de Andy Warhol, que se aferró un elemento de cultura general y la convirtió en arte, Jorge por su parte dijo: «Lo estamos haciendo porque realmente se necesita, para los que necesitan tomar nuevos socios con los que te enamoras de verlos en ensayos y no estás harto de tocar con ellos».
Su álbum debut homónimo, Jotdog, fue lanzado en 2009, con 11 canciones, incluyendo un cover de «True colors», originalmente interpretado por Cyndi Lauper, sobre la realización de la canción, Barracuda dijo:.. «Es una canción que siempre me gustó». «Hasta contar a mil» fue elegido como su primer sencillo. Seguido de «Resistir» y «Las pequeñas cosas». Recibieron dos nominaciones al Grammy Latino por Mejor Álbum Vocal Pop, Artista Grupo o Dúo revelación, así como otro nominación para el Grammy Latino al Mejor Nuevo Artista. Al revisar los nominados para esta categoría, la columnista de Billboard, Leila Cobo declaró a Jotdog como el favorito para ganar, incluso superando a Álex Cuba, ya que eran «muy popular en México y con una alternativa construida a partir de los siguientes años en otras bandas».

### 2011-2014:Turista del amor
Barracuda dijo sobre el segundo álbum de Jotdog que quieren mantener su estilo electrónico, «pero queremos experimentar con otros géneros como la cumbia y lo que hicimos con mi álbum debut, ya que Jotdog es, de hecho, María Barracuda en el encubrimiento».
Después de seis meses de trabajo, Jotdog terminó su segundo álbum Turista del amor, un disco que representa completamente el concepto de la banda, desde la composición hasta los últimos toques de la mezcla. Ya que los temas fueron diseñados única y exclusivamente por ellos y para ellos, para amalgamar este álbum. Su sencillo «Lluvia de estrellas», salió el 18 de julio de 2011, el tema del que se habla en este disco son experiencias que te da el amor y el desamor.

### 2015-2020:Universos paralelos
La banda dio a conocer Universos paralelos, en los primeros meses del 2015, sin un nombre oficial hasta ese entonces, pero del que María y Chiquis se sentían orgullosos. «Queremos darle continuidad a nuestro proyecto de pop y estamos muy contentos porque acabamos de terminar el tercer disco y fue un gran trabajo pero valió la pena, porque hay veces que tú como artista te tienes que presionar para ser algo mejor», afirmó Chiquis.
Para dar inicio a su tercer disco, el grupo dio un concierto con unas cuántas canciones de su nuevo álbum, como lo son «Universos paralelos», «Celebración», «Somos raros», «Desenrédame», «Wanna be», entre otros; así como canciones de sus antiguos discos, como «Pobrecito», «Corazón de metal», «Las pequeñas cosas», e incluso la canción «Chale», sencillo del disco de María Barracuda cuando era solista. Este concierto, con el tema de «Celebración», fue en el Voilá Acustique, en el estado de México. En 2016, dieron a conocer un nuevo sencillo titulado «Planta caníbal».
En 2017 JotDog lanzó un sencillo «Compartamos tumbas». En 2019 la banda cumplió su décimo aniversario, y a través de su cuenta de Twitter, dieron a conocer que lanzarían un nuevo disco por sus 10 años de existencia. Sin embargo, María Barracuda, vocalista de la banda trabajó en solitario ese mismo año y lanzó cuatro temas escritos por ella misma.

### 2020-presente: varios sencillos
En junio de 2020 «Chiquis» y María grabaron el video musical de un nuevo sencillo llamado «Catástrofes perfumadas»  en colaboración con el conductor de televisión Facundo.

## Miembros
La banda está formada por María Barracuda y Jorge Amaro. Su estilo musical lo autodefinen como «pop siniestro», conteniendo mensajes surrealistas para dejar un ambiente festivo, con mensajes inteligentes, claros y urbanos. Los miembros de la banda también tuvieron carreras por su cuenta antes de formar Jotdog. Jorge ha sido miembro de las bandas mexicanas Fobia, Neón, Rostros Ocultos y Kenny y Los Eléctricos, y también es productor discográfico, ingeniero de sonido y arreglista de Natalia Lafourcade, Maná, Ricardo Arjona, Timbiriche y Las Víctimas del Doctor Cerebro. Álex Midi exmiembro de la agrupación también fue integrante de la banda mexicana Moenia y ha producido temas para artistas top latinos como Belanova, Aleks Syntek, Belinda, Paulina Rubio, María José, Fey, La Ley y Moenia. Ha recibido más de 10 discos de oro y platino por su trabajo como productor musical e integrante del grupo de synth-pop Moenia. María Barracuda tuvo una carrera en solitario.

### Formación actual
- María Barracuda - Voz y letras (2009-presente)
- Jorge Amaro - Guitarra, bajo, teclados, batería y coros (2009-presente)

### Otros miembros
- Álex Midi - teclados (2009-2010)

## Colaboraciones
JotDog ha trabajado con Noel Schajris, León Polar, Natalia Lafourcade, Playa Limbo, Pambo, Amandititita, Ha*Ash, Kany García, Moenia, Nikki Clan, Varana, Elis Paprika, y en un álbum tributo a la banda española Mecano, con una versión de su tema «Maquillaje».[cita requerida]
En 2012 participaron junto a Kinky, La Lupita, Las Víctimas del Doctor Cerebro y en el álbum de Panteón Rococó, Ni Carne Ni Pescado (el cual fue producido por Jorge Amaro). La banda interpretó la canción «Arreglame el alma», además de la canción «No sé por qué», que cuenta con la colaboración de María Barracuda.
En este mismo año participan en el disco Dancing Queens: Un tributo para ABBA, junto con artistas como María José, Paty Cantú, La Santa Cecilia, Carla Morrison, Fey, Ruido Rosa, Daniela Spalla, Belanova, Danna Paola, The Rosso Sisters, Sofi Mayen & Rebel Cats, Jenny and the Mexicats, Susana Zabaleta, Quiero Club, Ana Victoria y David Garrett, con el que se presentaron con el tema «On and on and on»; y también participaron en el disco en vivo de Los Ángeles Azules y el grupo Cañaveral para el álbum Juntos por la cumbia, en el que cantaron «Mis sentimientos». En este disco vuelven a participar junto con Playa Limbo y Jenny and the Mexicats, entre otros.

## Discografía
| Álbumes de estudio - 2009: Jotdog - 2011: Turista del amor - 2015: Universos paralelos | Bandas sonoras - 2016: Juego de héroes - «Universos paralelos» |

## Giras musicales
- 2012 - Turista del amor Tour[37]
- 2017 - Gira Circuito Indio[38]
- 2019 - Gira Rock en tu idioma[39]

## Videografía

### Videos musicales
| Año  | Canción                  | Otro(s) artista(s) | Álbum               |
| ---- | ------------------------ | ------------------ | ------------------- |
| 2012 | «Hasta contar a mil»     | Ninguno            | Jotdog              |
| 2012 | «Resistir»               | Ninguno            | Jotdog              |
| 2012 | «Las pequeñas cosas»     | Ninguno            | Jotdog              |
| 2012 | «El beso»                | Ninguno            | Jotdog              |
| 2012 | «Turista del amor»       | Ninguno            | Turista del amor    |
| 2013 | «Sucedeme»               | Ninguno            | Turista del amor    |
| 2014 | «Corazón de metal»       | Ninguno            | Turista del amor    |
| 2014 | «Lluvia de estrellas»    | Ninguno            | Turista del amor    |
| 2015 | «Celebración»            | Ninguno            | Universos paralelos |
| 2016 | «Wannabe»                | Ninguno            | Universos paralelos |
| 2016 | «Universos paralelos»    | Ninguno            | Universos paralelos |
| 2016 | «H20»                    | Ninguno            | Sin álbum           |
| 2016 | «Planta caníbal»         | Ninguno            | Karmaggedon         |
| 2017 | «Compartamos Tumbas»     | Ninguno            | Karmaggedon         |
| 2020 | «Es Lo Que Hay»          | Sabo Romo          | Karmaggedon         |
| 2021 | «Catástrofes Perfumadas» | Ninguno            | Karmaggedon         |
| 2021 | «Hola»                   | Ninguno            | Karmaggedon         |

## Premios y nominaciones

### Galardones
| Año  | Entrega         | Categoría           | Nominación | Resultado | Ref.   |
| ---- | --------------- | ------------------- | ---------- | --------- | ------ |
| 2010 | Premios Oye!    | Mejor artista nuevo | Jotdog     | Ganadores | [ 40 ] |
| 2010 | Premios Telehit | Artista revelación  | Jotdog     | Ganadores | [ 41 ] |

### Nominaciones
| Año  | Entrega       | Categoría               | Nominación           | Resultado | Ref.   |
| ---- | ------------- | ----------------------- | -------------------- | --------- | ------ |
| 2009 | Premios MTV   | Mejor artista nuevo     | Jotdog               | Nominado  | [ 42 ] |
| 2010 | Premios Oye!  | Mejor solista o dúo pop | Jotdog               | Nominado  | [ 43 ] |
| 2010 | Premios Oye!  | Mejor álbum pop         | Jotdog               | Nominado  | [ 44 ] |
| 2010 | Grammy Latino | Mejor nueva artista     | Jotdog               | Nominado  | [ 45 ] |
| 2010 | Grammy Latino | Mejor álbum pop vocal   | Jotdog               | Nominado  | [ 46 ] |
| 2011 | Lo Nuestro    | Mejor video musical     | «Hasta contar a mil» | Nominado  | [ 47 ] |
| 2012 | Premios Oye!  | Mejor grupo pop         | Jotdog               | Nominado  | [ 48 ] |
| 2012 | Grammy Latino | Mejor álbum pop/rock    | Turista del amor     | Nominado  | [ 49 ] |
| 2013 | Grammy Latino | Video musical de corto  | «Corazón de metal»   | Nominado  | [ 50 ] |
| 2015 | Grammy Latino | Mejor canción rock      | «Celebración»        | Nominado  | [ 51 ] |
| 2015 | Grammy Latino | Mejor álbum pop/rock    | Universos paralelos  | Nominado  | [ 52 ] |